# Wilhelm Theodor Elwert
Wilhelm Theodor Elwert (Stoccarda, 20 dicembre 1906 – Magonza, 12 febbraio 1997) è stato un filologo e metricista tedesco.

## Biografia
Docente di filologia romanza all'università di Magonza dal 1953, fu autore di vari lavori tra cui Studi di letteratura veneziana (1958), Trattato di versificazione francese (1965), La poesia lirica italiana del Seicento (1967) e Versificazione italiana dalle origini ai giorni nostri (1973), nonché di saggi sulla cultura provenzale.